# Aeroporto Internacional de Pelotas
O Aeroporto Internacional João Simões Lopes Neto ou Aeroporto Internacional de Pelotas (IATA: PET, ICAO: SBPK) está localizado no extremo sul do Brasil, na cidade gaúcha de Pelotas. O atual aeroporto surgiu como uma pequena estação de passageiros em 1930. Foi construído e intitulado como Aeroporto de Pelotas em 1935, pelo Departamento de Aviação Civil (DAC).
Com uma localização privilegiada, o aeroporto serve como última escala no Brasil para os voos que se destinam às bases na Antártida e também recebe aeronaves da Força Aérea Brasileira (FAB) para treinamentos na região.

## História
O voo pioneiro da Varig foi realizado em 8 de maio de 1927, com a linha Porto Alegre-Pelotas-Rio Grande. Além de atender a Varig, o aeroporto de Pelotas também estava na rota do primeiro voo da Rio Sul Serviços Aéreos Regionais, em 1976.
A história da aviação agrícola iniciou, em Pelotas, com a realização do primeiro voo deste tipo, em um avião biplano M-9 fabricado no Brasil, que decolou do Aeroclube de Pelotas para combater uma praga de insetos em 1947.
Em 26 de outubro de 1980, o Quinto Comando Aéreo Regional (V COMAR) passou o aeroporto à jurisdição da Infraero.
O aeroporto, que já foi chamado de “Bartolomeu de Gusmão”, conta com uma excelente posição geográfica e dispõe de equipamentos de comunicação e auxílio à navegação aérea, balizamento noturno e duas pistas para decolagem.
Em 1997 o aeroporto recebeu um investimento de um milhão de reais e foi totalmente reformado. Com a ampliação, a área do terminal de passageiros foi duplicada e completamente modernizada, tendo sido inaugurada em 1998.
Em janeiro de 2001, o governador Olívio Dutra referendou a internacionalização do Aeroporto de Pelotas, sendo que o primeiro voo internacional foi realizado pelo Frigorífico Miramar. Hoje o aeroporto está inserido no acordo da Aviação Sub-Regional para o Mercosul, assinado pelo Brasil, Argentina, Bolívia, Chile, Paraguai e Uruguai.
Em março de 2013 a companhia aérea Azul começou a venda de passagens aéreas entre Pelotas e Porto Alegre, onde é possível fazer conexão para diversos destinos.

## Troca de nome
O Projeto de Lei da Câmara (PLC) 9/2014, do deputado federal pelotense Fernando Marroni, foi aprovado em 12 de março de 2015, pelo Plenário do Senado efetuando a troca do nome atual do aeroporto, para o do escritor, também natural da cidade, João Simões Lopes Neto.
A troca de nome se deu oficialmente pela Lei nº 13.113, de 9 de abril de 2015.

## Características
- Latitude: 31° 42' 58" S[1]
- Longitude: 52° 19' 52" W[1]
- Distância do Centro: 6,301 Km[1]
- Terminal de passageiros: 1.000 m²
- Piso: C
- Sinalização: S
- Operação: VFR/IFR diurna/noturna